# Get Some Go Again
Get Some Go Again é o sexto álbum da Rollins Band, e foi lançado em 2000. É um álbum chamativo, pois foi o primeiro álbum que Henry Rollins, o vocalista e líder da banda, gravou após alterar completamente a formação original de sua banda, que trazia o guitarrista Chris Haskett e os outros membros originais. Nesse álbum (e também em seu sucessor, o Nice), Rollins foi acompanhado pela banda Mother Superior.
Em vários lugares do mundo, esse álbum tem sido lançado com músicas extras e também diversas versões diferentes. Foi lançado também um Enhanced CD, com diversas músicas e vídeos em formato Quicktime.
Devido a um erro de fabricação nos Estados Unidos, inúmeras cópias foram lançadas sem a faixa "Illuminator". Porém, em 2002, a DreamWorks Records (editora do álbum), escreveu uma declaração aos fãs dizendo que todos aqueles que compraram os discos defeituosos, poderiam escrever para a companhia, pois eles dariam um CD promocional especial com a faixa perdida e uma cópia do Enhanced CD.

## Faixas
| N.º | Título                  | Compositor(es)                             | Duração |  |
| 1.  | "Illumination"          | Rollins Band                               | 4:11    |  |
| 2.  | "Get Some Go Again"     | Rollins Band                               | 2:12    |  |
| 3.  | "Monster"               | Rollins Band                               | 3:03    |  |
| 4.  | "Love's So Heavy"       | Rollins Band                               | 3:53    |  |
| 5.  | "Thinking Cap"          | Rollins Band                               | 4:11    |  |
| 6.  | "Change It Up"          | Rollins Band                               | 3:03    |  |
| 7.  | "I Go Day Glo"          | Rollins Band                               | 1:45    |  |
| 8.  | "Are You Ready?"        | Scott Gorham, Phil Lynott                  | 2:43    |  |
| 9.  | "On The Day"            | Rollins Band                               | 3:44    |  |
| 10. | "You Let Yourself Down" | Rollins Band                               | 2:46    |  |
| 11. | "Brother Interior"      | Rollins Band                               | 5:39    |  |
| 12. | "Hotter and Hotter"     | Rollins, Wilson, Blake, Mackenroth, Kramer | 3:50    |  |
| 13. | "L.A. Money Train"      | Rollins Band                               | 14:13   |  |

## Pessoal
- Henry Rollins - Vocal
- Jason Mackenroth - Bateria, saxofone
- Marcus Blake - Baixo
- Jim Wilson - Guitarra, piano
- Wayne Kramer - Guitarra em "Hotter and Hotter" e "L.A. Money Train"
- Scott Gorham - Guitarra em "Are You Ready?"
- Clif Norrell - Gravação, mixagem
- George Marino - Masterização

## Posição nas paradas
| Parada                  | Posição |       |
| ----------------------- | ------- | ----- |
| Australian Albums Chart | 40º     | [ 2 ] |
| E.U.A. Billboard 200    | 180º    | [ 3 ] |